# Paweł Stalmach

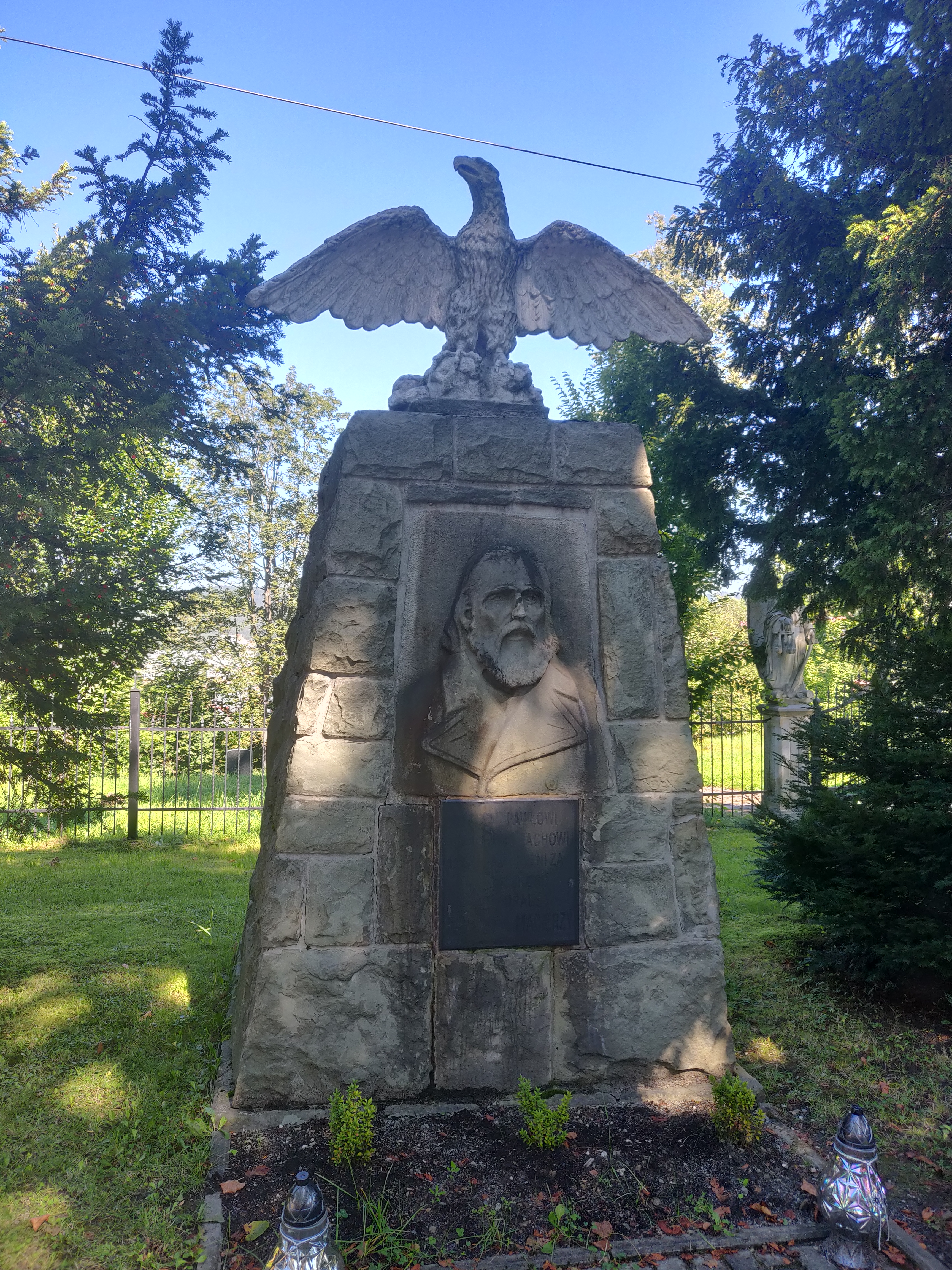
Pomnik Pawła Stalmacha powstały w Istebnej dłuta Ludwika Konarzewskiego (1924)

Paweł Stalmach (ur. 13 sierpnia 1824 w Bażanowicach koło Cieszyna, zm. 13 listopada 1891 w Cieszynie) – polski dziennikarz, publicysta, redaktor i wydawca gazet, działacz społeczny i narodowy działający na Śląsku Cieszyńskim.

## Życiorys
Ukończył ewangelicką szkołę powszechną (1837) i gimnazjum ewangelickie w Cieszynie (1843). W gimnazjum założył uczniowskie samokształceniowe Złączenie Polskie (1842). W l. 1843–1845 uczył się w ewangelickim liceum w Bratysławie. W tym czasie poznał polską literaturę romantyczną. Spotkał tam też wybitnego działacza słowackiego odrodzenia narodowego Ludowita Štúra, pod którego wpływem ugruntowało się u niego poczucie  polskiej świadomości narodowej. W 1845 pomagał Štúrowi w założeniu pierwszego słowackiego czasopisma „Slovenskje narodnje noviny”. Należał także Towarzystwa Słowiańskiego, na forum którego protestował przeciwko uznawaniu Ślązaków za Czechów, a Śląska za kraj czeski.
W latach 1845–1848 studiował i ukończył studia na Wydziale Teologii Protestanckiej uniwersytetu w Wiedniu. W tym czasie poznał wielu studiujących tam Polaków z Galicji, m.in. słowianofila i późniejszego ordynata przeworskiego księcia Jerzego Lubomirskiego. Rozszerzył wówczas swą znajomość polskiej i słowiańskiej literatury. Wielki wpływ wywarły na niego Księgi narodu i pielgrzymstwa polskiego Adama Mickiewicza. Napisał także swoje pierwsze teksty literackie. Przez cały czas utrzymywał kontakt z działaczami polskimi na Śląsku Cieszyńskim, szczególnie ze swym przyjacielem Jerzym Cienciałą, dostarczając im polskie książki. Podczas Wiosny Ludów wziął udział w powstaniu wiedeńskim w marcu 1848 jak członek Legii Akademickiej. Wspierał w maju 1848 powstanie polskiego czasopisma „Tygodnika Cieszyńskiego”. Wraz  z Andrzejem Kotulą wziął udział w czerwcu 1848 w Zjeździe Słowiańskim w Pradze. Zaprotestował wówczas przeciw włączeniu Ślązaków do sekcji czesko-słowackiej zjazdu i uzyskał przydział do grupy polsko-ruskiej. W dyskusji nad manifestem do ludów Europy wystąpił na rzecz przyłączenia austriackiej części Śląska do Galicji, oraz wprowadzenia języka polskiego do szkół i urzędów. Była to zarazem pierwsza publiczna deklaracja Ślązaków cieszyńskich o przynależności do narodu polskiego.
Po skończeniu studiów powrócił w lipcu 1848 do Cieszyna, gdzie bezskutecznie starał się o posadę nauczyciela w gimnazjum ewangelickim. W tym okresie wygłaszał kazania w ewangelickich parafiach w pow. cieszyńskim. Redaktor naczelny „Tygodnika Cieszyńskiego” (1848–1851) a następnie „Gwiazdki Cieszyńskiej” (1851–1872) której wydawcą pozostawał do 1891. Na łamach tych pism przeciwstawiał się germanizacji, oraz walczył o równe prawa dla ludności polskiej i języka polskiego, dążył do podniesienia poziomu cywilizacyjnego i kulturalnego polskich Ślązaków, a także wielokrotnie domagał się połączenia Śląska Cieszyńskiego z pozostałymi ziemiami polskimi. Jego teksty odgrywały szczególnie ważną rolę w okresach wyborów do śląskiego Sejmu Krajowego i austriackiej Rady Państwa. Popierając zawsze polskich kandydatów Stalmach budował jednocześnie poczucie wspólnoty narodowej u polskich katolików i ewangelików mieszkających na Śląsku. Od 1882 nawiązał ściślejszą współpracę z kierowanym przez ks. Ignacego Świeżego Związkiem Katolików Śląskich – co w związku z ewolucją „Gwiazdki” przekształcającej się w pismo katolickie budziło zastrzeżenia i sprzeciw u polskich ewangelików, m.in. u Franciszka Michejdy.
Poza redagowaniem swoich pism pisywał poematy oraz prace słowianoznawcze. Wydawał broszury polemiczne, w których poruszał tematy związane z problemami narodowościowymi Górnego Śląska. Przyczynił się do powstania na Śląsku Cieszyńskim szeregu organizacji i instytucji narodowych: m.in. Towarzystwa uczących się języka polskiego w gimnazjum ewangelickim w Cieszynie), Czytelni polskiej (1848), Towarzystwa Naukowej Pomocy dla Księstwa Cieszyńskiego (1872) oraz Macierzy Szkolnej Księstwa Cieszyńskiego (1885). Członek korespondent Galicyjskiego Towarzystwa Gospodarskiego (1873–1891). Za swoją działalność społeczną oraz antyrządowe artykuły był kilkukrotnie więziony oraz karany grzywnami.
Paweł Stalmach był przez większość życia ewangelikiem, czynnie uczestniczącym w życiu zboru cieszyńskiego, ale tuż przed śmiercią przeszedł na katolicyzm. Pochowany został na Cmentarzu Komunalnym w Cieszynie.

### Prace Pawła Stalmacha
- Bój na Dobropolu, czyli opisanie wojny książąt śląskich z Tatarami w r. 1241 (poemat – opublikował go w „Tygodniku Cieszyńskim” 1850 nr 13–15, wyd. osobne, Cieszyn 1890).
- Światło prawdy w narodowych stosunkach Śląska, Cieszyn 1884[6],
- W obronie własnej, 1887[7],
- Księgi rodu słowiańskiego, 1889[8],
- Zbiór pieśni polskich
- Cieszymir, 1890
- Bój na Dobropolu, 1890
- Pamiętniki Pawła Stalmacha, 1910

## Rodzina
Urodził się w rodzinie urzędniczej. Syn ekonoma Komory Cieszyńskiej Jana i Zuzanny z Cichych. Ożenił się z Anną z domu Harach, 1.v. Skribową. Miał z nią ośmioro dzieci, ochrzczonych w kościele ewangelickim. Sześcioro z nich zmarło w dzieciństwie, dwie córki Paulina i Olga zmarły po osiągnięciu pełnoletności.

## Upamiętnienie
Pomniki Pawła Stalmacha powstały w Istebnej dłuta Ludwika Konarzewskiego (1924), oraz w Cieszynie, dłuta Jana Hermy (1985). Płaskorzeźba jego postaci znajduje się w sali posiedzeń Sejmiku Wojewódzkiego w Katowicach, zaś jego popiersie wykonane przez Jana Hermę jest w holu głównym Liceum Pedagogicznego i Studium Nauczycielskiego w Cieszynie. Jest również tablica pamiątkowa w Cieszynie na ścianie domu w którym mieszkał i gdzie mieściła się redakcja "Tygodnika Cieszyńskiego" przy ul. Głębokiej 13. Jest patronem Liceum Ogólnokształcącego w Wiśle i Szkoły Podstawowej w Bażanowicach. Jego imieniem i nazwiskiem nazwano ulice w Bażanowicach, Bojszowach, Bytomiu, Cieszynie, Chorzowie,  Czechowicach-Dziedzicach, Gliwicach, Gorzowie Śląskim,Bielsku-Białej, Kaczycach, Katowicach, Kędzierzynie-Koźlu, Knurowie, Lisowie, Lublińcu, Mysłowicach, Opolu, Orzeszu,Piekarach Śląskich, Pogwizdowie, Pszczynie,  Raciborzu, Radlinie, Rudzie Śląskiej, Rybniku, Siemianowicach Śląskich, Skoczowie, Szczecinie, Tarnowskich Górach, Ustroniu, Wiśle, Wołczynie,  Zabrzu, Żorach.